# Edison Fernandes de Oliveira
Edison Fernandes de Oliveira (Rio Fortuna, 10 de outubro de 1941) é um comerciante e historiador brasileiro.

## Vida
Filho de Adelmo Crisóstomo de Oliveira (? — 21 de novembro de 1989) e de Elidia Fernandes de Oliveira. Casou com Ivanilde Campos de Oliveira.
É membro da Academia Gravatalense de Letras.

## Publicações
- Raízes históricas. Braço do Norte : Edição do Autor, 2001.
- Trilhas históricas. Gravatal : Edição do Autor, 2009.
- Saga da política gravatalense. Gravatal : Edição do Autor, 2010.